# ZVI KEVIN
ZVI KEVIN（ツビ ケビン）は、2007年に製造されたチェコ共和国製の民間護身用、および特殊部隊や軍の副兵装（サイドアーム）用に開発された小型自動式拳銃。

## 概要
Type 703、Type 704、Type 706、Type 707、Type 709といったバージョンが存在する。
また、.380ACP弾と9x18mmマカロフ弾の他、9mmゴム弾も使用可能。

### 機構
グリップはクルミ木製またはプラスチック製、バレルとスライドは鋼鉄を使用しているが、フレームは高強度アルミニウム合金を使用することで重量を400gに抑えている。コンパクトかつ軽量であることを売りとしていて、一般的な肩や腰のホルスターの他にも足首に付けたりハンドバッグなどに入れることも推奨している。
本銃の特徴として、ZVI社が"Reverse Gas Withdrawal"と呼ぶ独自のガスディレードブローバック（ガス遅延吹き戻し）方式を採用している点が挙げられる。これは、銃身の薬室上部に2つの小さなガスポートを穿ち、ガスポートから噴出する発射ガスをエジェクションポートの前縁に吹き付けてスライドの後退を遅れさせるというもの。

### 製品名の由来
KEVIN（ケビン）の製品名の由来は、映画『ホーム・アローン』の主人公ケビン・マカリスターから取ったもの。

### 問題
ZVI社は、2007年に民間市場に参入したばかりの企業であり、また、チェコ共和国の企業ということも相まって、世界に販売網がない状態にあった。そこで、デザートイーグルやジェリコ941（アメリカでは「ベビーイーグル」という名で販売されている）に似た外見に目をつけたマグナムリサーチ社が販売提携を行い、「マイクロ・デザートイーグル」の名前で販売している。しかし、マグナムリサーチ社はマイクロ・デザートイーグルを『自社で開発した』と発表したため、ZVI社とマグナムリサーチ社の間で問題となっている。

## マイクロ・デザートイーグル

### 概要
マグナムリサーチ社が自社のホームページでMicro Desert Eagle（マイクロ・デザートイーグル）、もしくはMicro Eagle（マイクロ・イーグル）という名称で販売している。価格は535ドル。
構造や外見はZVI KEVINと変わりないが、マグナムリサーチ社は自社で開発したと発表している。
ちなみに、ZVI社が"Reverse Gas Withdrawal"と呼んでいるものをマグナムリサーチ社は"Gas-Assisted Blowback"と呼んでいる。